# Institut für den öffentlichen Sektor
Das Institut für den öffentlichen Sektor e.V. (engl. Public Governance Institute) ist ein 2005 gegründeter und von KPMG Deutschland geförderter Think Tank mit Sitz in Berlin. Die zentralen Themen des Think Tanks sind Public Management und Public Corporate Governance. Jedes Jahr verleiht das Institut für den öffentlichen Sektor zusammen mit der Carl und Anneliese Goerdeler-Stiftung und der Stadt Leipzig den „Kommunalwissenschaftlichen Preis der ‚Carl und Anneliese Goerdeler-Stiftung‘“ (Carl-Goerdeler-Preis) für hervorragende Dissertationen im Bereich Kommunalpolitik und -verwaltung.

## Aufgaben
Das Institut für den öffentlichen Sektor verfolgt die Zielsetzung, sich an der Diskussion zur Verwaltungsmodernisierung und der Leitung und Kontrolle öffentlicher Unternehmen aktiv zu beteiligen, eine Diskussionsplattform für die beteiligten Akteure bereitzustellen sowie Ideengeber und Treiber der Entwicklung zu sein. Geschäftsführer des Instituts ist Ferdinand Schuster.
2016 hat das Institut die Initiative myGovernment ins Leben gerufen, die technologieorientierte Start-ups mit dem öffentlichen Sektor zusammenbringt. Bei der jährlichen Veranstaltung bekommen ausgewählte Start-ups die Gelegenheit, ihre digitalen Lösungen vor Vertretern aus der öffentlichen Verwaltung zu präsentieren. Über die Forschungs- und Publikationstätigkeit hinaus bietet das Institut auch Seminare und Schulungen in den eigenen Themenfeldern an.

## Struktur
Als ehrenamtlicher wissenschaftlicher Leiter des Instituts fungiert Gerhard Hammerschmid von der Hertie School of Governance. Das Institut wird zudem von einem unabhängigen Beirat unterstützt, dessen derzeitige Mitglieder die Folgenden sind:
- Heinz Dürr
- Kurt Biedenkopf
- Dietrich Budäus
- Sabine Kuhlmann
- Jörg Rocholl

Das Institut kooperiert mit dem Lehrstuhl „Public and Financial Management“ an der Hertie School of Governance in Berlin. Darüber hinaus unterstützt es den gemeinsamen Studiengang „Executive Master of Public Management“ der Hertie School of Governance und der Universität Potsdam. Weitere projektbezogene Kooperationspartner waren unter anderem die Universität Konstanz, die Deutsche Universität für Verwaltungswissenschaften Speyer, die Universität Leipzig, die Leuphana Universität Lüneburg, die Universität der Bundeswehr München, die Hochschule für Wirtschaft und Recht Berlin, die Hochschule Meißen, die Hochschule Nordhausen und die Zeppelin Universität Friedrichshafen. Zudem verwirklicht das Institut Vorhaben mit Praxispartnern, etwa Stadt- und Landesverwaltungen und öffentlichen Unternehmen.
Das Institut ist Gründungsmitglied des Forschungs- und Entwicklungsnetzwerks „Nachhaltige Verwaltung“ gemeinsam mit der Leuphana Universität Lüneburg und den Städten Freiburg im Breisgau und Lüneburg.

## Forschung

### Zeitschrift
Vierteljährlich veröffentlicht das Institut für den öffentlichen Sektor die Fachzeitschrift „PublicGovernance – Zeitschrift für öffentliches Management“, die Abonnenten aus Politik, Verwaltung und öffentlicher Wirtschaft zählt und durch Gastkommentare unter anderem von Professoren, Ministern und Bürgermeistern ergänzt wird.

### Studien
Außerdem veröffentlicht der Think Tank diverse Studien:
- Strategischer Einkauf im Blick (2020)
- Sind die EU-Staaten bereit für die EPSAS? (2018, mit T-Systems)
- Weniger Personal – mehr Aufgaben (2017)
- Kommunen der Zukunft – Zukunft der Kommunen (2016)

- Nachhaltige kommunale Finanzpolitik (2014, mit Hannes Rehm)
- Kommunale Beschaffung im Umbruch (2013, mit KPMG Deutschland)[9]
- Wirkungsorientierte Steuerung in Nonprofit-Organisationen (2013, mit Phineo)[10]
- Haushaltsmodernisierung in den Bundesländern – Vielfältige Reformpfade (2012, mit Finanzministerium Nordrhein-Westfalen und Hertie School of Governance)
- Kommunale Nachhaltigkeitssteuerung – Umsetzungsstand bei großen Städten und Landkreisen (2012, mit Stadt Freiburg im Breisgau und Universität Lüneburg)
- Rekommunalisierung in der Energieversorgung (März 2011, mit der Universität Leipzig)[11]

Im von der Deutschen Bundesstiftung Umwelt (DBU) fachlich und finanziell unterstützen Projekt „Nachhaltige Kommunalverwaltungen in Deutschland“ wurde mit verschiedenen Akteuren aus Wissenschaft und Praxis im Zeitraum von 2012 bis 2015 ein Ansatz integrierter Nachhaltigkeitssteuerung entwickelt und exemplarisch erprobt. Das Ergebnis wurde im November 2015 im Rahmen des Handbuchs „Kommunale Verwaltung nachhaltig gestalten“ veröffentlicht.
2016 veröffentlichte das Institut für den öffentlichen Sektor zudem die Studie „Der Konzern Kommune in der Krise?“, in der die wirtschaftliche Situation von Kommunen und Stadtwerken untersucht wurde.

### Policy Paper
Das Institut veröffentlicht regelmäßig Policy Paper zu verschiedenen Themen:
- Digitaler Wandel: Nutzerfokus durch agile Methoden (2019)
- Potenziale der Automatisierung nutzen (2018)
- Gegensätze ziehen sich an – Wie die öffentliche Verwaltung gemeinsam mit Start-ups digitaler werden kann (2018)
- Wege in eine europäische Zukunft (2016)
- Kreisgebietsreformen (2016)
- Flüchtlingsunterbringung (2016)

### Bücher
Der Sammelband „Risikomanagement der öffentlichen Hand“ von Frank Scholz, Andreas Schule und Hans-Peter Schwintowski aus dem Jahr 2009 wurde durch das Institut unterstützt und enthält sowohl Beiträge von Mitarbeitern des Instituts als auch von KPMG.
Das im Jahr 2012 erschienene Buch „IPSAS“ – eine autorisierte Übersetzung der IPSAS Standards Ausgabe 2011- mit Flowcharts, Glossar und Begriffen, herausgegeben von der KPMG Schweiz – entstand ebenfalls mit der Unterstützung des Instituts für den öffentlichen Sektor.
Im Jahr 2017 veröffentlichte das Institut die 2., unveränderte Ausgabe des eigenen Taschenbuches „Plötzlich Aufsichtsrat – was nun?“, welches Praxistipps für die Aufsichtsratsarbeit bereitstellt, die durch Fallbeispiele veranschaulicht werden. Das Taschenbuch, an dem auch zahlreicher Praktiker mitgewirkt haben, wurde erstmals im November 2016 veröffentlicht.